# Prieuré de Brégain
Le prieuré de Brégain est un ancien monastère, probablement du XIe siècle, situé au sud-est de la commune de La Boussac (Ille-et-Vilaine) en Bretagne. En 1122, il est rattaché aux moines bénédictins de l'abbaye Saint-Florent de Saumur. Au début du XVIIe siècle, les jésuites du Collège de Rennes en prennent possession à l'instigation d'Henri IV.

## Localisation
Le prieuré de Brégain est situé au lieu-dit du même nom, au sud-est du territoire de la commune de La Boussac. Il se trouve sur une éminence à environ 100 mètres d'altitude, en surplomb du ruisseau du Guyoult sur lequel se trouve le moulin de Brégain.

## Historique
Le prieuré est mentionné dès 1122 dans la bulle du pape Calixte II adressée à l'évêque de Rennes, Marbode. En 1287 Raoul d'Aubigné concède au prieuré les droits de chasse, vivier et garenne.
La tour de l'édifice est inscrite au titre des monuments historiques le 6 janvier 1926.